# ЛавЛавCar
ЛавЛавCar — Романтична програма про подорожі. У проекті беруть участь 4 пари, які на перший погляд здаються абсолютно щасливими. У соціальних мережах їхнє життя виглядає просто ідеально. Але якщо подивитися на реальне життя — не все так добре. Пари відправляються подорожувати.
Їм доведеться змагатися і успішно проходити випробування. Кожне звершення дає можливість продовжувати подорож комфортним авто або зупинитися на ніч в готелі з усіма зручностями. У кожній серії глядач спостерігає за трансформацією стосунків. Найкращий спосіб досконально пізнати людину — подивитися на неї в грі, адже саме суперницький дух відкриває всю сутність.
Програма містить сцени жорстокого поводження із тваринами.

## Герої реаліті-шоу «ЛавЛавCar»

### 1 сезон
Ростік і Софія
Андрій і Аліна — переможці
Сергій і Світлана
Фурман і Таніта

### 2 сезон
Олег і Діана — переможці
Богдан і Оксана
Даня і Антоніна
Алег і Ольга
Денис і Марина
Микита і Альона

### 3 сезон
Євген і Жанна
Євген і Олександра — переможці
Олег і Любов
Олексій і Ксенія

## Команда проекту / 1 сезон
Режисер-постановник — Шевчук Євгенія; режисер — Михайлова Вікторія; оператор-постановник — Вяхірєв Олександр, Сейтаблаєв Юнус; оператор — Музичук Максим, Чаплигін Василь; редактори — Доротюк Аліна, Музичук Олександра, Рега Леся; продюсер постпродакшн — Михальченко Ольга; режисер монтажу — Різник Юлія; креативний продюсер — Сухецька Анна; генеральний продюсер «1+1 Продакшн» — Лєзіна Вікторія.

## Команда проекту / 2 сезон
Кастинг-директор — В'ячеслав Кучинський; психолог — Ольга Полудьонна; редактор — Олеся Рега, Юлія Бодак; шеф-редактор — Олександра Музичук; оператор — Максим Музичук; оператор-постановник — Олександр Вяхірєв; режисер — Вікторія Михайлова; продюсер постпродакшн — Михальченко Ольга; креативний продюсер — Сухецька Анна; генеральний продюсер «1+1 Продакшн» — Лєзіна Вікторія.